# Andrés Zúñiga
Gildardo Andrés Zúñiga Valencia, noto semplicemente come Andrés Zúñiga (Ibagué, 27 settembre 1992), è un giocatore di calcio a 5 colombiano.

## Carriera

### Club
Dopo alcune esperienze negative nel calcio, nel 2015 si converte al calcio a 5, venendo tesserato dall'Estudiantes Ibagué con cui debutta nella Liga Colombiana. Nonostante l'ultimo posto finale, Zúñiga si rivela una delle sorprese del campionato, tanto da venire tesserato dall'ambiziosa Alianza Tolima per la stagione successiva.

### Nazionale
Con la nazionale colombiana ha partecipato alla Coppa del Mondo 2016, nella quale i cafeteros sono stati eliminati negli ottavi di finale dal Paraguay. Nel corso della manifestazione Zúñiga ha giocato 3 partite senza andare in rete.